# 3932 Edshay
A 3932 Edshay (ideiglenes jelöléssel 1984 SC5) a Naprendszer kisbolygóövében található aszteroida. Nolan, M. C.,  Carolyn Shoemaker fedezte fel 1984. szeptember 27-én.